# Sergej Petrovič Mel'gunov
Sergej Petrovič Mel'gunov (in russo Сергей Петрович Мельгунов?; Mosca, 24 o 25 dicembre 1879 – Parigi, 26 maggio 1956) è stato un politico, storico e pubblicista russo, noto per la sua opposizione al governo sovietico e le sue numerose opere sulla rivoluzione russa del 1917 e la guerra civile russa.

## La vita
Mel'gunov nacque a Mosca da un'antica famiglia aristocratica. Sua madre era polacca, nata Gruszecka. Laureatosi all'Università di Mosca nel 1904, iniziò la sua carriera politica e accademica nella Russia imperiale. Divenne membro del Partito Democratico Costituzionale (i "cadetti") nel 1906 e si iscrisse al Partito Socialista Popolare nel 1907. Nel 1911, Melgunov fondò una casa editrice, Zadruga ("Задруга"), presso la quale vennero pubblicati oltre 500 libri e un giornale, Golos minuvshego (La voce del passato). Dopo la Rivoluzione d'Ottobre del 1917, divenne un avversario attivo del governo di Lenin e aderì all'organizzazione anti-sovietica Unione per la Rigenerazione della Russia (in russo: Союз возрождения России - Soiuz Vozrozhdeniia Rossii), che auspicava un rovesciamento armato del regime bolscevico. Fu arrestato e condannato a morte nel 1919, poi graziato, con la sentenza commutata in pena detentiva. Fu rilasciato nel 1921 e costretto all'esilio nel 1922. Melgunov si stabilì definitivamente a Parigi, dove continuò le sue ricerche storiche e curò diverse riviste di emigrati. Il suo libro più famoso è Terrore Rosso in Russia (in russo: Красный террор в России) pubblicato nel 1924. Lo storico Robert Gellately ha descritto gli studi pionieristici di Melgunov sul Terrore rosso "un resoconto dettagliato e scioccante" che "è stato confermato dalle recenti rivelazioni dagli archivi russi e dagli storici."

## Melgunov oggi
Il 27 luglio 2010, Paolo Mieli ha parlato di Melgunov e dell'imminente uscita, in Italia, del suo libro più famoso, "Terrore Rosso in Russia".